# E-USOC
El E-USOC (en inglés, Spanish User Support and Operations Centre) es un centro de la Universidad Politécnica de Madrid (UPM) especializado en actividades de Investigación y Desarrollo (I+D) de ciencia y tecnología espacial. En nombre de la Agencia Espacial Europea, el E-USOC ofrece la asistencia necesaria para la preparación, ejecución y análisis posterior de experimentos en el Laboratorio de Ciencias de Fluidos (FSL) del módulo espacial europeo Columbus, a bordo de la Estación Espacial Internacional (ISS).
El E-USOC es el punto de contacto de los equipos españoles de usuarios de experimentos científicos que requieren un entorno de microgravedad.
Otro objetivo de E-USOC es proporcionar información y promover actividades en el campo de las ciencias espaciales y la mecánica de fluidos, dando apoyo técnico y operativo a investigadores y grupos de investigación que deseen realizar experimentos en entornos de microgravedad o ciencia espacial afines.
La sede del E-USOC está en el parque científico y tecnológico de la Universidad Politécnica de Madrid. El edificio se encuentra en las afueras al oeste de Madrid, en la localidad de Pozuelo de Alarcón.
Pedro Duque, astronauta y ministro de ciencia español, fue el director de operaciones del E-USOC entre 2003 y 2006.